# DR 18 201
DR 18 201 — скоростной паровоз, построенный в единственном экземпляре в 1960—1961 г. в Германской Демократической Республике с использованием частей паровозов других серий — DR 61, DR 41, DR 44. До 2018 года периодически выходил на линию. Является самым быстроходным в мире среди исправных паровозов.

## История

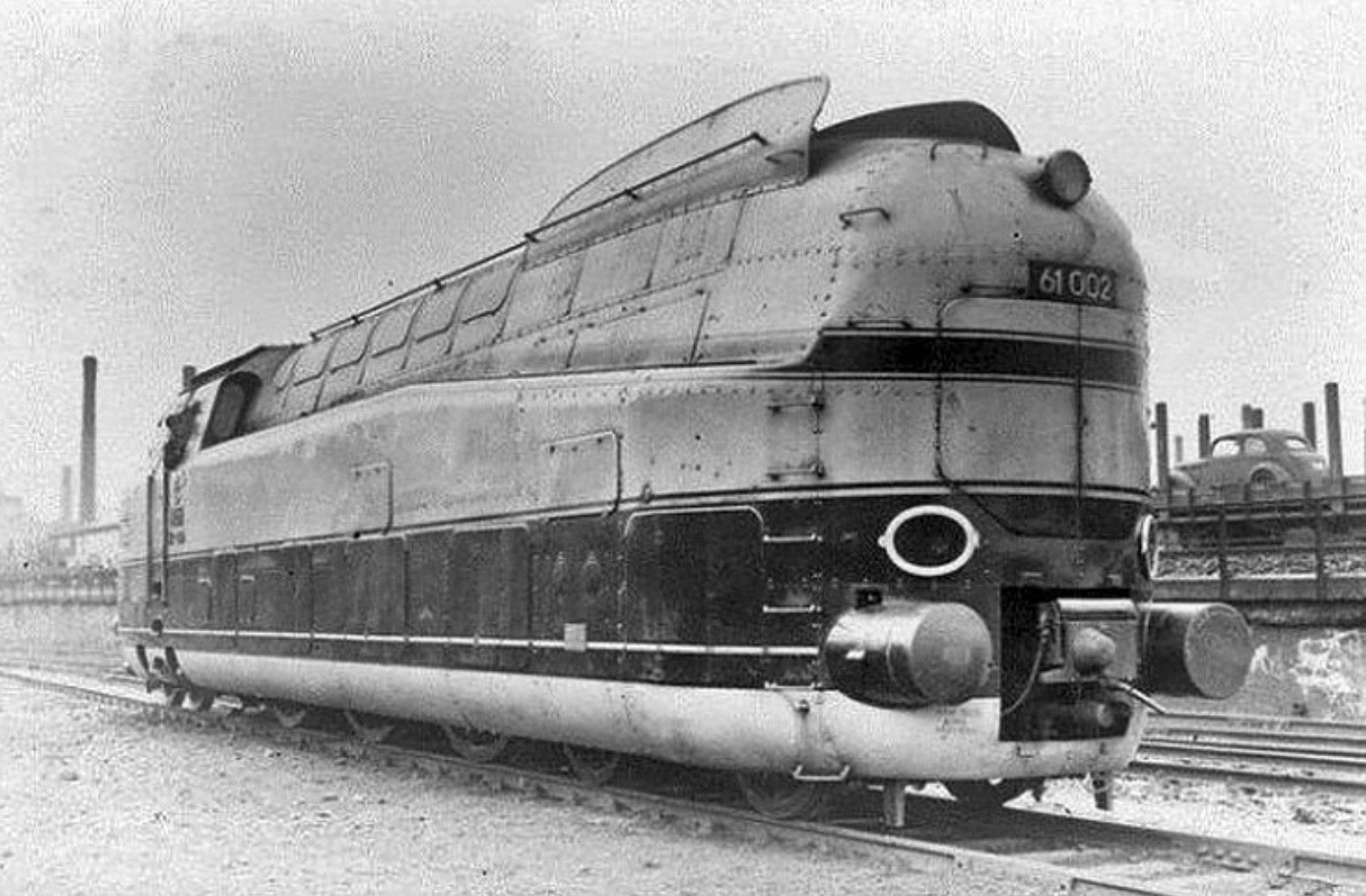
Закапотированный DR 61 002 в 1939 году

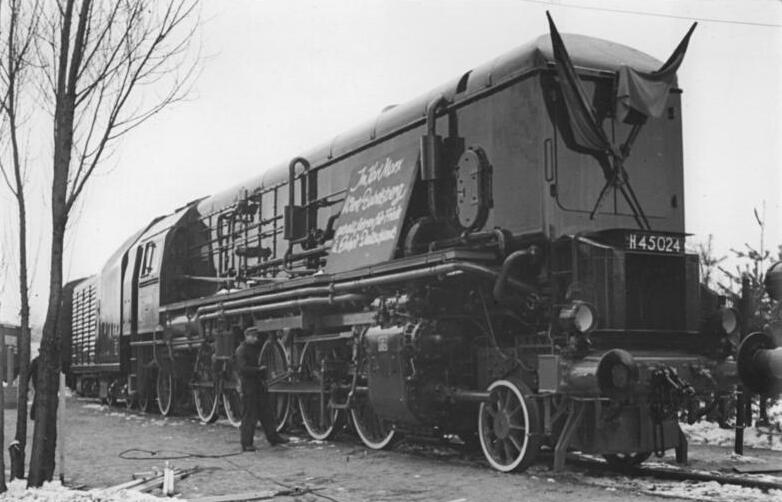
H 45 024 — второй основной донор 18 201

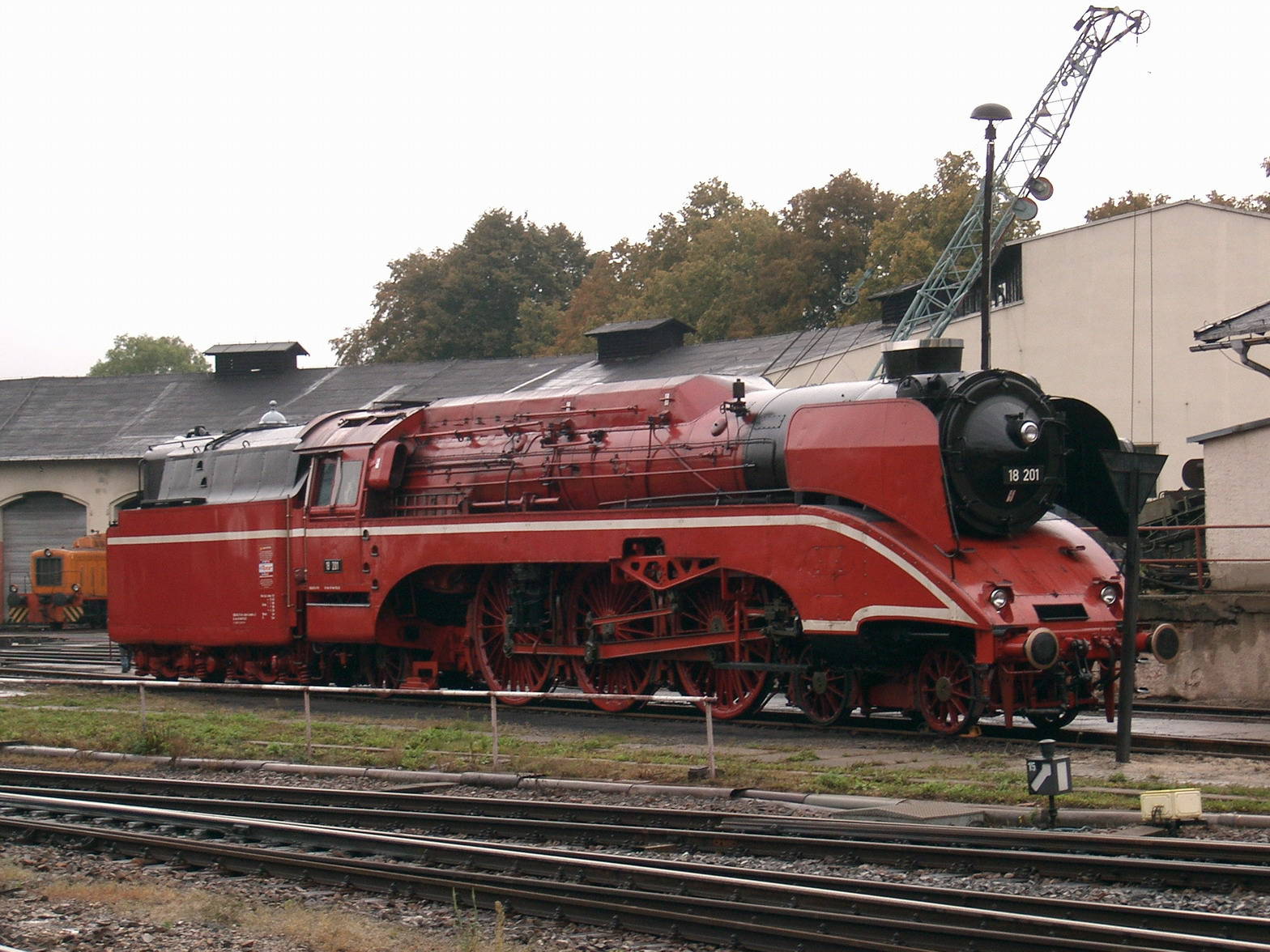
С 2002 по 2005 год 18 201 носил красную ливрею

В конце 1950-х гг. промышленности ГДР требовался локомотив, способный развивать скорость не менее 160 км/ч, для ходовых испытаний пассажирских вагонов собственного производства. По инициативе руководителя опытно-конструкторского центра машиностроения в Галле (нем. Versuchs- und Entwicklungsstelle für Maschinenwirtschaft, VES-M) Макса Баумберга решено было создать такой локомотив на базе скоростного паровоза DR 61 002 довоенной постройки.
DR 61 002 был вторым из двух паровозов, построенных фирмой «Хеншель и сын» в 1930-е годы специально для фирменного экспресса «Хеншель-Вегман» (см. Henschel-Wegmann-Zug). Этот поезд, оформленный в модном тогда стиле «стримлайн», курсировал без остановок между Берлином и Дрезденом, проходя маршрут за 1 час 40 минут. После войны DR 61 001 оказался в британской зоне оккупации, а DR 61 002 (постройки 1939 года) остался в Дрездене и некоторое время водил пассажирские составы, пока его эксплуатация не была признана нецелесообразной. Конструкционная скорость локомотивов 61-й серии была 175 км/ч, но после долгого простоя восстановить 61 002 в его первоначальном облике было признано невозможным.
Работы производились на паровозостроительном заводе в Майнингене. Для переделки DR 61 002 использовались части других локомотивов. Так, от списанного экспериментального паровоза DR H 45 024 взяли внешние цилиндры, заднюю часть рамы с поддерживающими колёсами и др.; средний цилиндр был изготовлен заново; тендер взят от локомотива серии DR 44. 31 мая 1961 года паровоз, получивший регистрационный номер DR 18 201, окрашенный в зелёный цвет, покинул завод и отправился на пассажирскую станцию Галле. В 1964 году паровоз был впервые испытан на трассе Франкфурт-на-Одере — Фангшлойзе со скоростью 160 км/ч; в ноябре того же года он развил максимальную скорость 176 км/ч на испытательном кольце железной дороги Велим в Чехословакии. В испытательном рейсе с измерительным вагоном из Делича в Берлин 12 октября 1972 года DR 18 201 показал на участке Грефенхайнихен — Бергвиц свою рекордную скорость 182,4 км/ч. С этим показателем он остаётся на сегодняшний день самым быстроходным в мире паровозом из находящихся в рабочем состоянии.
До 1966—1967 года DR 18 201, когда не был занят на испытаниях, водил рейсовые составы. Позже это было прекращено, чтобы не изнашивать локомотив. С 1980 года DR 18 201 водил специальные поезда по особым поводам. В 1989 году паровоз сошел с рельсов, получил повреждения, и его скорость была ограничена 80 км/ч. Ограничение сняли только в 1990 году, после капитального ремонта.
С 1994 года, в связи с реформой железнодорожного транспорта Германии, 18 201 перешел в собственность вновь созданной компании Deutsche Bahn AG. В 1995 году он вновь отправился в ремонт, который вызвал большие затруднения — у компании не было станка для обработки движущих колёсных пар такого большого диаметра. До 1997 года неисправный паровоз оставался в Галле.
Усилиями двух энтузиастов, предпринимателя Кристиана Гольдшагга и музыканта Акселя Цвингербергера, паровоз удалось к 2002 году полностью отремонтировать на заводе в Майнингене. Ради этого Гольдшагг и Цвингербергер основали компанию Dampf-Plus GmbH, которая профинансировала ремонт и надеялась получать прибыль от эксплуатации паровоза совместно с железнодорожным музеем в Нюрнберге, но возник конфликт с Deutsche Bahn и проект не удался. Паровоз остался в собственности Dampf-Plus GmbH, которая безуспешно пыталась его продать.
В период с 30 апреля 2002 по 10 июля 2005 года паровоз нёс рубиново-красную окраску вместо первоначальной зелёной. Это маркетинговое мероприятие спонсировала фирма Roco, производитель железнодорожных моделей. Затем 18 201 снова был перекрашен в зелёный цвет.
Сообщалось, что 1 сентября 2018 года 18 201 отправился в свой последний дальний рейс — по маршруту Котбус—Фалькенберг—Виттенберг—Галле—Эрфурт—Оберхоф—Майнинген. После этого локомотив был законсервирован в депо. 14 августа 2019 г., в связи с ликвидацией Dampf-Plus GmbH,  18 201 был продан потсдамской компании Wedler Franz Logistik GmbH & Co. KG (WFL).

## В модельной индустрии
Модели паровоза 18 201 в типоразмерах H0 и TT (масштаб 1:87 и 1:120) выпускала фирма Roco.
Модель в типоразмере 1 (масштаб 1:32) строит в ограниченном (и очень небольшом) количестве германская фирма KM1 Modellbau. Модель доступна в разных вариантах окраски и комплектации (причём каждый вариант соответствует состоянию прототипа в определённый период его существования), снабжена контроллером цифрового управления, полностью воспроизведённой механикой привода от трёх цилиндров, действующим наружным и внутренним светом, открывающимися дверями будки, звуковыми эффектами, имитацией дыма и пара и пр. Длина модели 786 мм, масса около 7 кг. Цена у производителя — от 3690 до 5290 евро.